# SCO Group
The TSG Group, previamente conocido como SCO Group y antes como Caldera Systems y Caldera International, es una corporación asociada en sus orígenes a Linux y al movimiento del software libre, y que desarrollaba distribuciones Linux para servidores y estaciones de trabajo. Después de adquirir algunos derechos sobre UNIX, SCO UNIX (actualmente SCO OpenServer) y UnixWare, inició un juicio legal contra IBM en 2003, alegando que IBM había introducido en el núcleo Linux código perteneciente a SCO Group.

## Historia
Caldera Systems, con base en Utah, Estados Unidos, fue fundada en 1998 por Ransom Love y recibió fondos iniciales de inversión de Ray Noorda. Su principal producto fue Caldera Linux, una distribución Linux orientada a clientes de negocios y conteniendo algunos agregados no libres.
En 1993 Novell compró USL (Unix Systems Laboratories). En 1995 Novell y SCO acuerdan un intercambio de acciones: Novell le cede a SCO el 100% de USL y a cambio, SCO le otorga a Novell el 17% de sus acciones, con lo cual Novell queda formando parte del Board of Directors de SCO Inc. Esto significó para SCO la adquisición de todos los derechos sobre los fuentes de UNIX (propiedad original de USL, subsidiaria de Bell Labs, donde fue creado el UNIX).
En 2002, Caldera adquirió varias propiedades de Santa Cruz Operation, incluyendo SCO UNIX (actualmente llamado SCO OpenServer) y UnixWare, sistemas operativos no libres para PC que se esperaba compitieran directamente con Linux. Precisamente SCO Openserver y UnixWare son los principales productos ofrecidos hasta 2011 por The SCO Group.
En 2002, Caldera se unió a SuSE Linux, Turbolinux y Conectiva para formar United Linux, en un intento por estandarizar las distribuciones Linux. Más tarde ese mismo año, Ransom Love abandonó la compañía. La administración de Caldera admitió que la mayor parte de sus ganancias provenían de SCO UNIX, por lo que el nombre de la compañía fue cambiado por SCO Group (a pesar del nombre, la actual compañía no se encuentra asociada con Santa Cruz Operation).
La compañía ha sido parte del grupo Canopy hasta que uno de los directivos, Ralf Yarro, a la vez CEO del Canopy Group, fue expulsado por la familia Noorda en extrañas circunstancias, convirtiéndose desde entonces en una compañía independiente.

### Bancarrota
El 14 de septiembre de 2007, debido a los contratiempos legales que sufrió la empresa, SCO solicitó protección invocando los términos del Capítulo 11 del Código de Bancarrota de los Estados Unidos de América.
El 25 de octubre de 2007, SCO (el exrey del Unix para PC) recibe una oferta de 36 millones de USD por parte de JGD Management por sus negocios y propiedad intelectual . Pero fue finalmente rechazado el 20 de noviembre 
Se propuso otro acuerdo, esta vez con SNCP en febrero de 2008  pero también fue rechazado dos meses después 
En agosto de 2012 la compañía pidió el paso a capítulo 7 de le ley de bancarrotas, es decir disolución por quiebra.

## Disputas de SCO sobre Linux
En enero de 2003, SCO contrató al abogado David Boies, anunciando que investigarían infracciones a su derecho de autor. El 7 de marzo, el jefe ejecutivo de SCO, Darl McBride, anunció que demandarían a IBM por sus contribuciones al código de Linux, alegando que IBM, que había comprado los fuentes para su versión (AIX) entregó código fuente del TCP/IP originalmente de UNIX para el TCP/IP de Linux. Como resultado del juicio, SuSE Linux ha declarado públicamente que revaluará sus lazos con SCO.
En mayo de 2003, SCO Group dijo haber enviado cartas a 1500 de las mayores corporaciones del mundo, incluyendo las compañías de Fortune 500, alegando que, de utilizar Linux, podrían estar infringiendo sus derechos de propiedad intelectual sobre el código original de UNIX. Como resultado SCO ha sido demandado por difamación por varias compañías, incluyendo IBM, la organización alemana LinuxTag, SuSE y Red Hat.
El 18 de agosto de 2007 se conoció por fin la sentencia de este pleito que llevaba en activo desde el año 2003. Finalmente el juez Dale A. Kimball concluyó:
- Que el acuerdo que SCO tenía con Novell el único derecho otorgaba a SCO era el de vender licencias de Unix a terceros.
- SCO tiene que pagar a Novell el 95% del importe de esas ventas, que principalmente fueron 16 millones de USD de Microsoft y 10 millones de USD de Sun.

## Productos
- SCO OpenServer
- UnixWare
- Smallfoot
- SCOx Web Services Substrate
- WebFace, un entorno de desarrollo para aplicaciones de Internet basadas en navegador de interfaz de usuario enriquecida.
- SCOoffice Server
- Me, Inc